# August Breuner-Enckevoirth
August Breuner-Enckevoirth (30. června 1796 Regensburg – 24. dubna 1877 Merano) byl rakouský šlechtic a politik německé národnosti, v 2. polovině 19. století poslanec Říšské rady.

## Biografie
Byl šlechtického původu. Patřil mezi nejbohatší aristokraty v Rakousku. Působil jako statkář v Asparn an der Zaya. Patřilo mu panství Asparn an der Zaya, Grafenegg a Neuaigen.Měl titul c. k. komořího. Byl vrchním komořím v Dolních Rakousích. Působil jako dvorní tajemník, dvorní rada a ministerský rada ve státní správě. Zaměřoval se na otázky mincovnictví a hornictví.
Zasedal jako poslanec Dolnorakouského zemského sněmu, kam nastoupil roku 1861 a členem sněmu zůstal do roku 1865. Zastupoval kurii velkostatkářskou. Rezignoval v roce 1865, protože cítil, že názorově se rozchází s většinou velkostatkářských voličů. Politicky patřil mezi centralisty (tzv. Ústavní strana, liberálně a centralisticky orientovaná).
Byl také poslancem Říšské rady (celostátního parlamentu Předlitavska), kam ho zemský sněm vyslal v roce 1861 (Říšská rada byla tehdy ještě volena nepřímo, coby sbor delegátů zemských sněmů). V roce 1861 se uvádí jako hrabě August Breuner, statkář a c. k. penzionovaný dvorní rada, bytem Vídeň. V seznamu poslanců při II. zasedání sněmu od června 1863 již uveden není.
Oženil se v prosinci roku 1827 ve Vídni s hraběnkou Marií Terezií Esterházyovou z Galanty (1802–1837). Rok po svatbě se jim narodil jediný syn.
- August Johann Breuner-Enckevoirth (1. 10. 1828 Grafenegg – 21. 2. 1894 Rijeka), manž. 1855 hraběnka Marie Agáta Széchenyiová ze Sárvár-Felsövidéku (18. 10. 1833 Vídeň – 20. 11. 1920 Goldegg)[9]

Zemřel 24. dubna 1877 v Meranu. S úmrtím jeho syna Augusta v roce 1894, který neměl mužského potomka, vymřela rakouská větev rodu Breunerů. 